# Сантьяго Бернабеу (стадион)
Стадио́н «Сантья́го Бернабе́у» (исп. Estadio Santiago Bernabéu) — футбольный стадион, расположенный в столице Испании — Мадриде. Является домашней ареной футбольного клуба «Реал Мадрид», иногда на нём проводит матчи и сборная Испании. Стадион имеет четвёртую, высшую категорию УЕФА. Вмещает 81 044 зрителя. Стадион построен в 1947 году, позже он был назван в честь президента «Реала» Сантьяго Бернабеу, в годы правления которого клуб выиграл шесть Кубков европейских чемпионов и множество внутренних трофеев. «Сантьяго Бернабеу» принимал финалы чемпионата Европы 1964 года и чемпионата мира 1982 года. Также на арене четыре раза проходил финал самого престижного клубного соревнования Европы — Лиги чемпионов: в 1957, 1969, 1980 и 2010 годах.

## История
В середине 1940-х годов вместимости старого стадиона «Чамартин» «Реалу» стало не хватать. 22 июня 1944 года банк выделил кредит Сантьяго Бернабеу и Рафаэлю Сальгадо на покупку земли возле старого стадиона. 5 сентября 1944 года прошла выставка макетов и проектов нового стадиона. К работе подключились архитекторы Мануэль Монастерио и Луис Солер. Уже 27 октября этого же года начались строительные работы.
Новый стадион, названный «Нуэво Чамартин» («Новый Чамартин») был открыт 14 декабря 1947 года матчем «Реала» против португальского «Белененсиша»; хозяева выиграли 3:1. автором первого гола стал Сабино Баринага. Первоначальная вместимость стадиона составила 75 145 зрителей, из которых 27,5 тыс. сидячих и 47,5 тыс. стоячих мест.

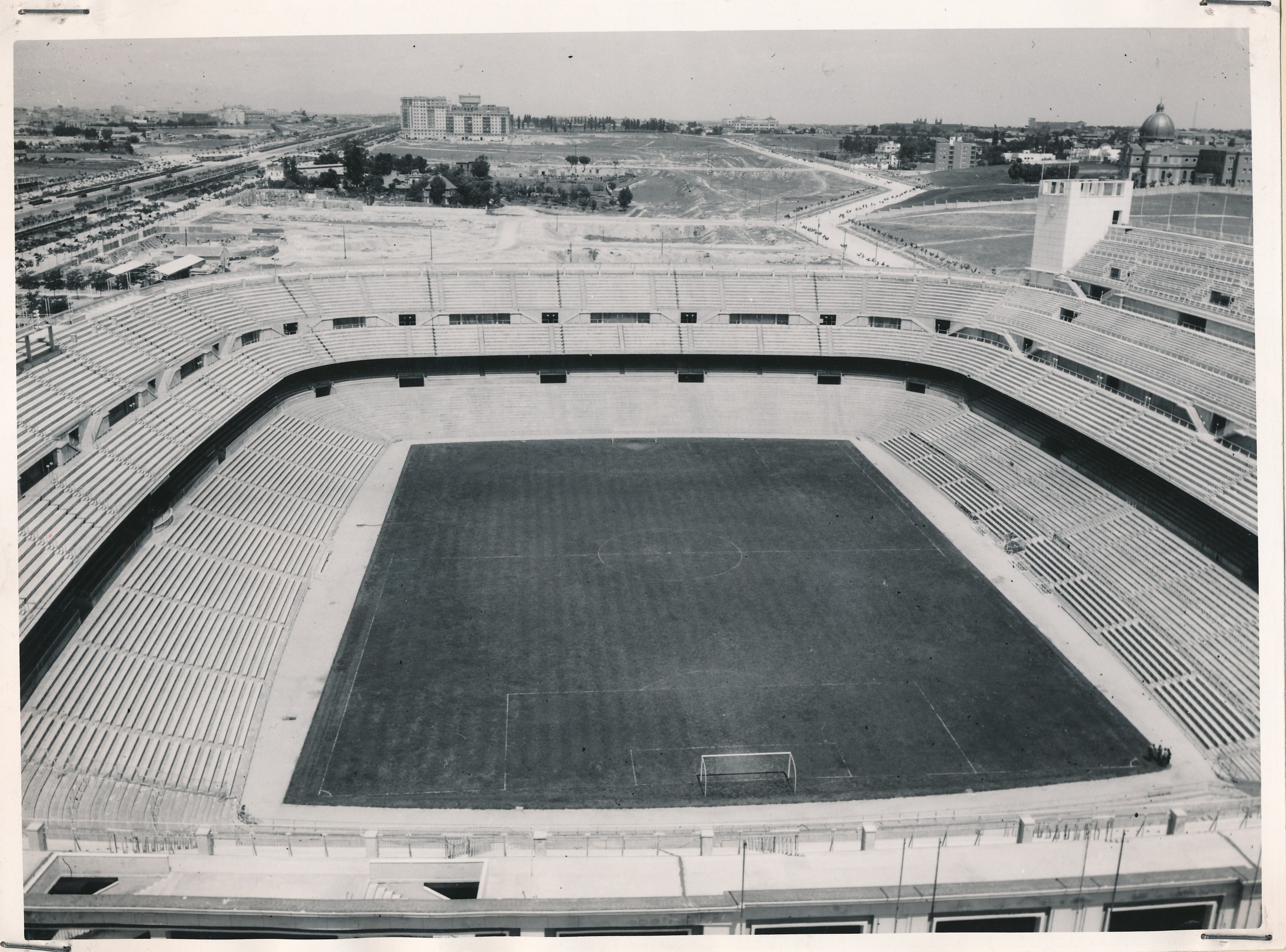
Стадион в 1955 году

Первая крупная реконструкция арены прошла уже в 1954 году: 19 июня количество мест было расширено до 102 000 путём возведения двух стоячих трибун, смыкающих первый и второй амфитеатры стадиона в кольцо. 4 января 1955 года комиссией было решено, что стадион будет носить имя президента клуба Сантьяго Бернабеу. В мае 1957 года прошёл матч «Реала» и «Спорт Ресифи», на нём впервые на стадионе было использовано электрическое освещение.
Следующая реконструкция «Сантьяго Бернабеу» состоялась к проводимому в Испании чемпионату мира 1982 года. Работы продолжались 16 месяцев и обошлись в 704 млн песет, из которых 530 млн было выделено муниципалитетом Мадрида. По требованию ФИФА не менее 2/3 всех мест на стадионе должны были быть сидячими, поэтому вместимость стадиона упала со 102 000 до 90 800, 24 550 мест из которых располагались под новой крышей. Также был реконструирован фасад и были установлены два новых электронных табло. На стадионе прошли четыре матча чемпионата мира: три игры второго этапа группы B и финал.
В 1992 году снова началась реконструкция арены: высота стадиона увеличилась с 22 до 45 метров, установлена более сильная система освещения, под полем была проложена система циркуляции горячей воды. Но уже летом 1998 года под президентством Лоренцо Санса все места на стадионе стали сидячими, и вместимость упала до 75 328 человек.
В 2000 году президентом «Реала» стал Флорентино Перес; за пять лет (2001—2006) он инвестировал в стадион 127 млн долларов: возвели фасад восточной боковой трибуны, где разместились новые офисные помещения, зал прессы, VIP-ложи.
27 октября 2007 года арена получила статус «элитной» по классификации УЕФА.
1500-я игра «Реала» была сыграна на «Сантьяго Бернабеу» 22 ноября 2011 года матчем против загребского «Динамо» в рамках группового этапа Лиги чемпионов.

## События
- 1957 — финал Кубка европейских чемпионов («Реал Мадрид» — «Фиорентина», 2:0)
- 1964 — финал чемпионата Европы по футболу (Испания — СССР, 2:1)
- 1969 — финал Кубка европейских чемпионов («Милан» — «Аякс», 4:1)
- 1980 — финал Кубка европейских чемпионов («Ноттингем Форест» — «Гамбург», 1:0)
- 1982 — финал чемпионата мира по футболу (Италия — ФРГ, 3:1)
- 1985 — финал Кубка УЕФА («Реал Мадрид» — «Видеотон», 0:1)
- 1986 — финал Кубка УЕФА («Реал Мадрид» — «Кёльн», 5:1)
- 2010 — финал Лиги чемпионов УЕФА («Бавария» — «Интер», 0:2)
- 2018 — финал Кубка Либертадорес («Бока Хуниорс» — «Ривер Плейт», 1:3)